# 斯霍德尼亞站
斯霍德尼亞站（羅馬化：Skhodnenskaya）是莫斯科地鐵塔甘卡－紅普列斯尼亞線的一個車站。斯霍德尼亞站開通於1975年，其建築風格和1960年代的莫斯科地鐵車站相比有了巨大變化。